# Mark Warner (Filmeditor)
Mark Roy Warner (* 24. Februar 1954) ist ein US-amerikanischer Filmeditor.

## Leben
Mark Warner wuchs in Los Angeles auf. Obwohl sein Vater Frank Warner als Sound Designer und Sound Editor in der Filmbranche tätig war und Warner bereits während seiner High-School-Zeit unterschiedliche assistierende Stellen bei Filmproduktionen hatte, interessierte er sich eher für Psychologie und das Ingenieurswesen. Erst als er mehr durch Zufall einen Filmkurs an der Universität besuchte, entdeckte er seine Leidenschaft für den Filmschnitt. Nach einigen Praktika durfte er Don Zimmerman bei den beiden Filmen Coming Home – Sie kehren heim und Willkommen Mr. Chance, jeweils vom Regisseur Hal Ashby inszeniert, beim Filmschnitt assistieren. Bereits einige Jahre später war er 1982 mit Nur 48 Stunden und Rocky III – Das Auge des Tigers erstmals eigenständig für einen Filmschnitt verantwortlich.
Insbesondere mit dem australischen Regisseur Bruce Beresford verbindet Warner eine langjährige Zusammenarbeit. So schnitt er für ihn nicht nur Pancho Villa – Mexican Outlaw, sondern auch Doppelmord, The Contract und Maos letzter Tänzer. Für die erste gemeinsame Zusammenarbeit Miss Daisy und ihr Chauffeur wurde Warner 1990 mit einer Oscar-Nominierung für den Besten Schnitt bedacht.

## Filmografie (Auswahl)
- 1978: Coming Home – Sie kehren heim (Coming Home, Schnitt-Assistenz)
- 1979: Willkommen Mr. Chance (Being There, Schnitt-Assistenz)
- 1982: Nur 48 Stunden (48 Hrs.)
- 1982: Rocky III – Das Auge des Tigers (Rocky III)
- 1983: Staying Alive
- 1984: Sergeant Waters – Eine Soldatengeschichte (A Soldier’s Story)
- 1985: L.I.S.A. – Der helle Wahnsinn (Weird Science)
- 1986: Big Trouble in Little China
- 1987: Running Man (The Running Man)
- 1988: Cocoon II – Die Rückkehr (Cocoon: The Return)
- 1989: Miss Daisy und ihr Chauffeur (Driving Miss Daisy)
- 1990: Fremde Schatten (Pacific Heights)
- 1991: Fieberhaft – Undercover in der Drogenhölle (Rush)
- 1992: Der Schein-Heilige (Leap of Faith)
- 1994: Begegnungen – Intersection (Intersection)
- 1995: Dolores (Dolores Claiborne)
- 1996: A Family Thing – Brüder wider Willen (A Family Thing)
- 1996: Die Kammer (The Chamber)
- 1997: Im Auftrag des Teufels (The Devil’s Advocate)
- 1998: Dangerous Kids – Highschool der Gewalt (Thicker Than Blood, Fernsehfilm)
- 1999: Doppelmord (Double Jeopardy)
- 2001: Lara Croft: Tomb Raider
- 2001: Monkeybone
- 2002: Abandon
- 2003: Pancho Villa – Mexican Outlaw (And Starring Pancho Villa as Himself)
- 2004: Anacondas: Die Jagd nach der Blut-Orchidee (Anacondas: The Hunt for the Blood Orchid)
- 2006: Like Minds – Verwandte Seelen (Like Minds)
- 2006: The Contract
- 2007: Mein Freund, der Wasserdrache (The Water Horse: Legend of the Deep)
- 2009: Maos letzter Tänzer (Mao’s Last Dancer)
- 2010: Hoffnungslos glücklich – Jeder Tag ist ein Geschenk (Matching Jack)
- 2011: Sanctum
- 2012: Careless Love
- 2013: Parker
- 2013: Goddess
- 2016: The Comedian
- 2018: Ladies in Black
- 2018: Tiger
- 2019: Own the Sky (Dokumentarfilm)
- 2020: Noch einmal, June (June Again)
- 2022: A Perfect Pairing
- 2024: Five Blind Dates

## Auszeichnungen
Oscar
- 1990: Bester Schnitt – Miss Daisy und ihr Chauffeur (nominiert)

BAFTA Award
- 2005: Bester Schnitt – Collateral (nominiert)